# Юнацька збірна Швеції з футболу (U-16)
Юнацька збірна Швеції з футболу (U-16) — національна футбольна збірна Швеції, що складається із гравців віком до 16 років. Керівництво командою здійснює Шведський футбольний союз. Збірна може брати участь у товариських і регіональних змаганнях.
Формує найближчий кадровий резерв для основної юнацької збірної, команди до 17 років, яка може кваліфікуватися на Юнацький чемпіонат Європи з футболу (U-17). До зміни формату юнацьких чемпіонатів Європи у 2001 році саме команда 16-річних функціонувала як одна з основних юнацьких збірних і боролася за право участі у відповідній континентальній юнацькій першості з футболу, а до 1991 року — і на чемпіонаті світу U-16.

## Виступи на міжнародних турнірах

### Юнацький чемпіонат світу
| Статистика чемпіонатів світу (U-16) | Статистика чемпіонатів світу (U-16) | Статистика чемпіонатів світу (U-16) | Статистика чемпіонатів світу (U-16) | Статистика чемпіонатів світу (U-16) | Статистика чемпіонатів світу (U-16) | Статистика чемпіонатів світу (U-16) | Статистика чемпіонатів світу (U-16) | Статистика чемпіонатів світу (U-16) |    | Кваліфікаційні турніри | Кваліфікаційні турніри | Кваліфікаційні турніри | Кваліфікаційні турніри | Кваліфікаційні турніри | Кваліфікаційні турніри |
| Рік                                 | Раунд                               | Місце                               | І                                   | В                                   | Н                                   | П                                   | Г+                                  | Г-                                  | І  | В                      | Н                      | П                      | Г+                     | Г-                     |                        |
| ----------------------------------- | ----------------------------------- | ----------------------------------- | ----------------------------------- | ----------------------------------- | ----------------------------------- | ----------------------------------- | ----------------------------------- | ----------------------------------- | -- | ---------------------- | ---------------------- | ---------------------- | ---------------------- | ---------------------- | ---------------------- |
| 1985                                | не кваліфікувалася                  | не кваліфікувалася                  | не кваліфікувалася                  | не кваліфікувалася                  | не кваліфікувалася                  | не кваліфікувалася                  | не кваліфікувалася                  | не кваліфікувалася                  | 12 | 6                      | 4                      | 2                      | 12                     | 6                      |                        |
| 1987                                | не кваліфікувалася                  | не кваліфікувалася                  | не кваліфікувалася                  | не кваліфікувалася                  | не кваліфікувалася                  | не кваліфікувалася                  | не кваліфікувалася                  | не кваліфікувалася                  | 2  | 0                      | 1                      | 1                      | 3                      | 4                      |                        |
| 1989                                | не кваліфікувалася                  | не кваліфікувалася                  | не кваліфікувалася                  | не кваліфікувалася                  | не кваліфікувалася                  | не кваліфікувалася                  | не кваліфікувалася                  | не кваліфікувалася                  | 2  | 0                      | 1                      | 1                      | 2                      | 4                      |                        |
| Усього                              | 0                                   | 0/3                                 | 0                                   | 0                                   | 0                                   | 0                                   | 0                                   | 0                                   | 16 | 6                      | 6                      | 4                      | 17                     | 14                     |                        |

### Юнацький чемпіонат Європи
| Статистика чемпіонатів Європи (U-16) | Статистика чемпіонатів Європи (U-16) | Статистика чемпіонатів Європи (U-16) | Статистика чемпіонатів Європи (U-16) | Статистика чемпіонатів Європи (U-16) | Статистика чемпіонатів Європи (U-16) | Статистика чемпіонатів Європи (U-16) | Статистика чемпіонатів Європи (U-16) | Статистика чемпіонатів Європи (U-16) |    | Кваліфікаційні турніри | Кваліфікаційні турніри | Кваліфікаційні турніри | Кваліфікаційні турніри | Кваліфікаційні турніри | Кваліфікаційні турніри |
| Рік                                  | Раунд                                | Місце                                | І                                    | В                                    | Н                                    | П                                    | Г+                                   | Г-                                   | І  | В                      | Н                      | П                      | Г+                     | Г-                     |                        |
| ------------------------------------ | ------------------------------------ | ------------------------------------ | ------------------------------------ | ------------------------------------ | ------------------------------------ | ------------------------------------ | ------------------------------------ | ------------------------------------ | -- | ---------------------- | ---------------------- | ---------------------- | ---------------------- | ---------------------- | ---------------------- |
| 1982                                 | не кваліфікувалася                   | не кваліфікувалася                   | не кваліфікувалася                   | не кваліфікувалася                   | не кваліфікувалася                   | не кваліфікувалася                   | не кваліфікувалася                   | не кваліфікувалася                   | 6  | 3                      | 3                      | 0                      | 8                      | 2                      |                        |
| 1984                                 | не кваліфікувалася                   | не кваліфікувалася                   | не кваліфікувалася                   | не кваліфікувалася                   | не кваліфікувалася                   | не кваліфікувалася                   | не кваліфікувалася                   | не кваліфікувалася                   | 6  | 3                      | 1                      | 2                      | 4                      | 4                      |                        |
| 1985                                 | груповий етап                        | 6-е                                  | 3                                    | 2                                    | 0                                    | 1                                    | 8                                    | 7                                    | 4  | 0                      | 3                      | 1                      | 3                      | 7                      |                        |
| 1986                                 | груповий етап                        | 14-е                                 | 3                                    | 0                                    | 1                                    | 2                                    | 0                                    | 4                                    | 2  | 1                      | 1                      | 0                      | 4                      | 2                      |                        |
| 1987                                 | не кваліфікувалася                   | не кваліфікувалася                   | не кваліфікувалася                   | не кваліфікувалася                   | не кваліфікувалася                   | не кваліфікувалася                   | не кваліфікувалася                   | не кваліфікувалася                   | 2  | 0                      | 1                      | 1                      | 3                      | 4                      |                        |
| 1988                                 | груповий етап                        | 5-е                                  | 3                                    | 1                                    | 2                                    | 0                                    | 3                                    | 2                                    | 2  | 1                      | 1                      | 0                      | 8                      | 3                      |                        |
| 1989                                 | не кваліфікувалася                   | не кваліфікувалася                   | не кваліфікувалася                   | не кваліфікувалася                   | не кваліфікувалася                   | не кваліфікувалася                   | не кваліфікувалася                   | не кваліфікувалася                   | 2  | 0                      | 1                      | 1                      | 2                      | 4                      |                        |
| 1990                                 | груповий етап                        | 7-е                                  | 3                                    | 1                                    | 2                                    | 0                                    | 6                                    | 3                                    | 2  | 2                      | 0                      | 0                      | 7                      | 3                      |                        |
| 1991                                 | груповий етап                        | 8-е                                  | 3                                    | 2                                    | 0                                    | 1                                    | 2                                    | 1                                    | 2  | 1                      | 1                      | 0                      | 5                      | 1                      |                        |
| 1992                                 | не кваліфікувалася                   | не кваліфікувалася                   | не кваліфікувалася                   | не кваліфікувалася                   | не кваліфікувалася                   | не кваліфікувалася                   | не кваліфікувалася                   | не кваліфікувалася                   | 2  | 1                      | 0                      | 1                      | 2                      | 3                      |                        |
| 1993                                 | не кваліфікувалася                   | не кваліфікувалася                   | не кваліфікувалася                   | не кваліфікувалася                   | не кваліфікувалася                   | не кваліфікувалася                   | не кваліфікувалася                   | не кваліфікувалася                   | 4  | 0                      | 0                      | 4                      | 1                      | 14                     |                        |
| 1994                                 | не кваліфікувалася                   | не кваліфікувалася                   | не кваліфікувалася                   | не кваліфікувалася                   | не кваліфікувалася                   | не кваліфікувалася                   | не кваліфікувалася                   | не кваліфікувалася                   | 4  | 1                      | 0                      | 3                      | 4                      | 5                      |                        |
| 1995                                 | чвертьфінали                         | 8-е                                  | 4                                    | 1                                    | 1                                    | 2                                    | 3                                    | 6                                    | 2  | 2                      | 0                      | 0                      | 4                      | 0                      |                        |
| 1996                                 | не кваліфікувалася                   | не кваліфікувалася                   | не кваліфікувалася                   | не кваліфікувалася                   | не кваліфікувалася                   | не кваліфікувалася                   | не кваліфікувалася                   | не кваліфікувалася                   | 2  | 1                      | 0                      | 1                      | 3                      | 5                      |                        |
| 1997                                 | не кваліфікувалася                   | не кваліфікувалася                   | не кваліфікувалася                   | не кваліфікувалася                   | не кваліфікувалася                   | не кваліфікувалася                   | не кваліфікувалася                   | не кваліфікувалася                   | 2  | 1                      | 0                      | 1                      | 2                      | 1                      |                        |
| 1998                                 | груповий етап                        | 13-е                                 | 3                                    | 0                                    | 2                                    | 1                                    | 2                                    | 4                                    | 3  | 2                      | 1                      | 0                      | 8                      | 5                      |                        |
| 1999                                 | груповий етап                        | 12-е                                 | 3                                    | 1                                    | 0                                    | 2                                    | 3                                    | 5                                    | 2  | 2                      | 0                      | 0                      | 9                      | 2                      |                        |
| 2000                                 | не кваліфікувалася                   | не кваліфікувалася                   | не кваліфікувалася                   | не кваліфікувалася                   | не кваліфікувалася                   | не кваліфікувалася                   | не кваліфікувалася                   | не кваліфікувалася                   | 3  | 1                      | 0                      | 2                      | 3                      | 4                      |                        |
| 2001                                 | не кваліфікувалася                   | не кваліфікувалася                   | не кваліфікувалася                   | не кваліфікувалася                   | не кваліфікувалася                   | не кваліфікувалася                   | не кваліфікувалася                   | не кваліфікувалася                   | 2  | 1                      | 1                      | 0                      | 3                      | 1                      |                        |
| Усього                               | Найкращий результат: чвертьфінали    | 8/19                                 | 25                                   | 8                                    | 8                                    | 9                                    | 27                                   | 32                                   | 54 | 23                     | 14                     | 17                     | 83                     | 70                     |                        |